# Pat Smear
Pat Smear (geboren als Georg Albert Ruthenberg, Los Angeles, 5 augustus 1959) is een Amerikaans rockgitarist.
Smear groeide op in Californië, en hij richtte in 1976 samen met Darby Crash de band The Germs op met bassist Lorna Doom en drummer Dottie Danger, een pseudoniem van Belinda Carlisle. Haar plaats werd later ingenomen door Don Bolles, en The Germs brachten in deze opstelling een album uit in 1979 met de naam GI. Het album wordt wel als een mijlpaal in de geschiedenis van de punkrock gezien. Later speelde hij met Nina Hagen en maakte twee soloalbums: So you fell in love with a musician en Ruthensmear.
Hij verscheen ook in televisieseries en films, waaronder Blade Runner. Toen hij aan de film Breakin' werkte ontmoette hij Courtney Love, en in 1993 werd hij door Kurt Cobain gevraagd om in Nirvana te spelen, en hij accepteerde het aanbod onmiddellijk. Hij verscheen voor het eerst in de band tijdens de televisieshow Saturday Night Live op de Amerikaanse televisie, en toerde ongeveer 6 maanden met Nirvana voordat Cobain zelfmoord pleegde.
Na het einde van Nirvana richtte drummer Dave Grohl de Foo Fighters op, en vroeg Smear in de band. Hij speelde met hen tot september 1997. Daarna werkte hij aan een aantal TV reclamespots, en produceerde hij het debuutalbum van Harlow.
Sinds 2007 speelt Pat weer mee met de Foo Fighters, op hun promotietour van het album Echoes, Silence, Patience and Grace. Hij speelde ook al mee op het album Skin and Bones. Op het album Wasting Light en het nieuwste album Sonic highways heeft Pat een vaste plaats in de band.
De naam Pat Smear ontstond naar aanleiding van de term pap smear (in het Nederlands: uitstrijkje) die hij op de middelbare school leerde, en waarvan hij zegt dat dat het meest smerige is waar hij ooit van gehoord had.
- Bibsys: 6031811
- Gemeinsame Normdatei: 1152096184
- International Standard Name Identifier: 0000 0001 1866 1374
- Library of Congress Control Number: no99010644
- MusicBrainz: 3da65013-dfdd-40c7-b9c7-e4c829862c66
- Nationale Bibliotheek van Tsjechië: xx0134060
- Virtual International Authority File: 169863670
- WorldCat: E39PBJx8BrVJCxVpTV3KHHYVmd